# Lee James
Lee Roy James, Jr. (ur. 31 października 1953 w Gulfport, zm. 11 lutego 2023 w Raleigh) – amerykański sztangista, srebrny medalista olimpijski (1976) oraz wicemistrz świata (1976) w podnoszeniu ciężarów, w wadze półciężkiej.

## Osiągnięcia

### Letnie igrzyska olimpijskie
- Montreal 1976 –  srebrny medal (waga półciężka)

### Mistrzostwa świata
- Montreal 1976 –  srebrny medal (waga półciężka) – mistrzostwa rozegrano w ramach zawodów olimpijskich

### Igrzyska panamerykańskie
- Meksyk 1975 –  złoty medal (waga lekkociężka)